# Alien Breed 3D
Alien Breed 3D es un shooter en primera persona, y es el cuarto juego en la franquicia Alien Breed de Team17, una serie de shooters con temática de ciencia ficción. Fue distribuido en 1995 por Ocean Software. Fue seguido por una secuela, Alien Breed 3D II: The Killing Grounds, en 1996.

## Trama
El oficial al mando de Osiris III, el capitán J.T. Reynolds, contacta al general de la fuerza de defensa de la Tierra, R.E. Grant, para reportar cómo se ha escapado de las manos de los científicos el proyecto secreto Osiris: ha habido intentos de cultivar huevos alienígenas encontrados en Azirin por medio de la clonación, combinándolos con ADN humano, lo que trajo resultados notables, pero, debido a fallas en el sistema, las crías se han liberado y asesinaron al personal de la estación de investigaciones. En el mensaje, Reynolds anunció que ha encontrado armas y otras provisiones en un observatorio clausurado, y planea regresar a la base para encontrar una ruta de escape del planeta y mientras, en lo posible, destruir la fuente de las crías, antes de que su suministro de oxígeno se acabe.

## Jugabilidad
Alien Breed 3D es un shooter en primera persona. El juego tiene mapas de diferentes profundidades con plataformas y pisos, unos encima de otros, algo de lo que no era capaz el motor de Doom.

## Desarrollo
Team17 liberó los códigos fuente de Alien Breed 3D y su secuela, Alien Breed 3D II: The Killing Grounds, para uso personal en el CD incluido en la revista de marzo de 1997 de Amiga Format.

## Recepción
Alien Breed 3D obtuvo elogios de la crítica de la prensa de juegos de Amiga. Los críticos compararon ampliamente su jugabilidad con Doom, con algunos llamándolo el mejor clon de Doom para Amiga. El juego fue clasificado como el 12.º mejor juego de todos los tiempos por Amiga Power.

## Legado
Alien Breed 3D reapareció como uno de los 25 juegos compilados en la miniconsola A500, lanzada en 2022. En 2021, un remake de Alien Breed 3D fue hecho bajo el nombre Proyecto Osiris, que utiliza el motor GZDoom; con este motor, todos los mapas y texturas del juego original fueron convertidos con nuevos efectos visuales.